# Zachar Slusarenko
Zachar Karpowicz Slusarenko (ros. Захар Карпович Слюсаренко; ur. 3 września?/16 września 1907 w Zmijiwie, zm. 6 kwietnia 1987 w Kijowie) – radziecki generał lejtnant wojsk pancernych, dwukrotny Bohater Związku Radzieckiego (1944 i 1945).

## Życiorys
Urodził się w wielodzietnej ukraińskiej rodzinie chłopskiej. Od 1909 mieszkał z rodziną w Merefie, gdzie skończył 6 klas szkoły miejskiej, później pracował jako robotnik rolny i fabryczny, m.in. pomocnik maszynisty i maszynista w elektrowni.
Od 1929 należał do partii komunistycznej, od 1932 służył w Armii Czerwonej, w 1934 ukończył szkołę wojsk pancernych w Orle i został dowódcą czołgu w Charkowskim Okręgu Wojskowym, a w listopadzie 1935 dowódcą plutonu czołgów w szkole pułkowej. Od kwietnia 1936 był szefem sztabu batalionu w Kijowskim Okręgu Wojskowym, we wrześniu 1939 brał udział w zajmowaniu przez ZSRR zachodniej Ukrainy, czyli agresji na Polskę, później dowodził batalionem czołgów w Złoczowie. Od 22 czerwca 1941 walczył w wojnie z Niemcami, początkowo pod Brodami, później pod Berdyczowem i Humaniem na Froncie Południowo-Zachodnim, później uczestniczył w walkach na Froncie Briańskim i ponownie Południowo-Zachodnim.
W maju 1942 został zastępcą dowódcy 168 Brygady Pancernej na Froncie Południowo-Zachodnim, potem Stalingradzkim, od października 1942 do lutego 1944 dowodził pułkiem czołgów na Froncie Leningradzkim, w lutym 1944 objął dowództwo 56 Brygady Pancernej Gwardii 7 Korpusu Pancernego Gwardii 3 Armii Pancernej Gwardii na 1 Froncie Ukraińskim. Brał udział w operacji lwowsko-sandomierskiej, m.in. forsowaniu Wisły w rejonie Staszowa i uchwyceniu strategicznie ważnego przyczółka nad Wisłą na południe od Sandomierza, później uczestniczył w operacji wiślańsko-odrzańskiej, dolnośląskiej, górnośląskiej, berlińskiej i praskiej. Był sześciokrotnie ranny.
Po wojnie służył w Centralnej Grupie Wojsk, w 1947–1948 był zastępcą dowódcy dywizji zmechanizowanej w Kijowskim Okręgu Wojskowym, w 1949 ukończył kursy doskonalenia kadry oficerskiej, w 1950–1956 dowodził 3 Dywizją Pancerną w Nadmorskim Okręgu Wojskowym. W 1957 ukończył Wyższe Kursy Akademickie przy Wojskowej Akademii Sztabu Generalnego i został dowódcą 10 Korpusu Armijnego w Uralskim Okręgu Wojskowym, od września 1960 do sierpnia 1965 był zastępcą dowódcy i szefem Zarządu Przysposobienia Bojowego Północnej Grupy Wojsk stacjonującej w Polsce, następnie zakończył służbę wojskową.
Opublikował książkę pt. "Ostatni wystrzał" (wyd. pol. 1981).

## Awanse
- kapitan (11 grudnia 1938)
- major (1941)
- podpułkownik (4 sierpnia 1942)
- pułkownik (15 grudnia 1943)
- generał major wojsk pancernych (3 sierpnia 1953)
- generał porucznik wojsk pancernych (23 lutego 1963)

## Odznaczenia i wyróżnienia
- Złota Gwiazda Bohatera Związku Radzieckiego (dwukrotnie - 23 września 1944 i 31 maja 1945)
- Order Lenina (dwukrotnie - 7 grudnia 1941 i 23 września 1944)
- Order Czerwonego Sztandaru
- Order Suworowa II klasy (6 kwietnia 1945)
- Order Wojny Ojczyźnianej I klasy (11 marca 1985)
- Order Wojny Ojczyźnianej II klasy (5 listopada 1942)
- Order Czerwonej Gwiazdy
- Medal „Za zasługi bojowe” (1944)
- Medal „Za obronę Moskwy” (1944)
- Medal „Za obronę Leningradu” (1942)
- Medal „Za obronę Stalingradu” (1942)
- Order Virtuti Militari (Polska Ludowa)
- Krzyż Wojenny Czechosłowacki 1939 (Czechosłowacja)
- Medal za Odrę, Nysę, Bałtyk (Polska Ludowa)
- Medal Zwycięstwa i Wolności 1945 (Polska Ludowa)
- Honorowy obywatel Lubina (1965)[2]